# Omen (węgierski zespół muzyczny)
Omen – węgierska grupa muzyczna, grająca heavy metal.

## Historia
Zespół został założony jako supergrupa w 1990 roku. Jego członkami zostali József Kalapács, László Nagyfi (obaj z Pokolgép), Zoltán Nagyfi (z Ossian), András Ács oraz Tamás Szekeres.
Albumy wydawane w latach 1991–1995 odnosiły spore sukcesy. Największym sukcesem był album Jelek z 1994 roku, podczas nagrywania którego Szekeresa zastąpił Lajos Sárközi. Album Idegen anyag wydany w 1997 roku nie przyjął się. Zespół rozpadł się, a przywódca zespołu, Kalapács, rozpoczął karierę solową.
Omen nieoczekiwanie wrócił w 2003 roku. Jego liderem został znany z programu Való Világ Zoltán Pintér (Oki). Gitarzystą został znany z występów w Bikini Zsolt Daczi, a basistą były członek grup Ossian i Fahrenheit, Gábor Vörös. W zespole nadal występowali László i Zoltán Nagyfi. Album Tiszta szívvel nie odniósł jednak spodziewanego sukcesu.
Do grupy dołączył Tibor Gubás z zespołu Tirana Rockers. Wydany w 2006 roku album A hetedik nap odniósł długo oczekiwany przez zespół sukces.
W 2007 roku po długiej chorobie zmarł Zsolt Daczi. Pod koniec roku 2008 okazało się, że Tibor Gubás nie jest zdolny do udzielania koncertów, więc odszedł z zespołu. W 2009 roku nowym wokalistą został zatem Árpád Koroknai, dawniej członek grup Szfinx i P. Box.

## Obecny skład zespołu
- Árpád Koroknai – wokal
- László Nagyfi – gitary
- Zoltán Nagyfi – instrumenty perkusyjne
- Gábor Vörös – gitara basowa

## Dyskografia
- Feketében (1991)
- Brutális tangó (1992)
- Anarchia (1993)
- Jelek (1994)
- Koncert (album koncertowy) (1994)
- Idegen anyag (1997)
- Tiszta szívvel (2003)
- Best of Omen (kompilacja) (2004)
- A hetedik nap (2006)
- Agymosás (2006)
- Nomen est omen (2012)